# Thermozodium esakii
Classe
Ordre
Famille
Genre
Espèce
Thermozodium esakii, unique représentant du genre Thermozodium, de la famille des Thermozodiidae, de l'ordre des Thermozodia et de la classe des Mesotardigrada, est une espèce de tardigrades. 

## Distribution
Cette espèce est endémique du Japon. Elle a été découverte dans une source chaude sulfureuse près de Nagasaki, celle-ci a été détruite lors d'un tremblement de terre.

## Publications originales
- Rahm, 1937 : Eine neue Tardigraden-Ordnung aus den heissen Quellen von Unzen, Insel Kyushu, Japan. Zoologischer Anzeiger, vol. 120, p. 65-71.
- Ramazzotti & Maucci, 1983 :  Il phylum Tardigrada (3rd edition). Memorie dell' Istituto Italiano di Idrobiologia, vol. 41, p. 1-1012.